# Gare de Movatn
La gare de Movatn est une gare ferroviaire de la Gjøvikbanen. 

## Situation ferroviaire
Etablie à 271.8 mètres d'altitude, la gare est située à 19.34 km d'Oslo.

## Histoire
En 1927, la gare fut construite avec une hall de marchandise. En 1971, la gare fut fermée et en 1972 elle devint sans surveillance. En 1975, la hall de marchandise fut détruite.

## Service des voyageurs

### Accueil
La gare n'a ni guichet ni automates. Elle a cependant une aubette

### Desserte
La gare est desservie  par des trains locaux en direction de Jaren, Gjøvik et Oslo.